# El Transvaal
El Transvaal és una casa al terme d'Olot (la Garrotxa) protegida com a bé cultural d'interès local. Casa de planta rectangular amb el teulat a dues aigües. Té dos cossos afegits a la façana sud i nord en forma de terrasses. Pel costat que dona a la carretera de Santa Pau té una torre de base quadrada amb el teulat a quatre aigües, planta baixa i dos pisos. La casa té semi-soterrani, planta baixa i un pis. Els murs estan arrebossats i els marcs de les obertures remarcats per motllures del mateix arrebossat i pintades de color gris. Cal destacar la reixa que guarda la porta principal.